# Susana Ortiz
Susana Ortiz (Flores, Buenos Aires, Argentina; 30 de abril de 1948 - 30 de abril de 2020) fue una actriz argentina de larga trayectoria artística. Madre del actor Alejo Ortiz.

## Carrera
Hija de una ama de casa y de un músico, Susana Ortiz se inició en el medio teatral a comienzos de la década de 1970. Estudió en su infancia en La Divina Pastora, un colegio de monjas en Mataderos, donde hacía retiros espirituales y fue presidenta de la Acción Católica. Allí escribía poemas sobre la injusticia y hacía obras de teatro. Luego pasó al cine y a la pantalla chica donde brilló sobre todo por sus papeles de villana, siendo el más popular de sus personajes el de Matilde, una despiadada celadora en la tira Chiquititas, protagonizada por Romina Yan. 
Cursó dos años en la Facultad de Arquitectura y un ingreso aprobado a Filosofía y Letras. Luego comenzó sus estudios vocacionales en el Conservatorio Nacional de Arte Dramático. Actuó en obras under hasta que, a poco de cumplir los 27 (época en la que se ganaba la vida vendiendo productos Ravanna), la llamó Carlos Gandolfo para hacer Panorama desde el puente con Alfredo Alcón y Rodolfo Bebán.
En la pantalla grande destacó junto a primeras figuras del cine nacional como Juan Carlos Altavista, Javier Portales, Ricardo Darín, Soledad Silveyra, Guillermo Francella, entre otros.
Falleció el 30 de abril de 2020.

## Filmografía
- 1973: El mundo que inventamos.
- 1980: La canción de Buenos Aires.
- 1986: Pinocho.
- 2007: Incorregibles.[4]

## Televisión
- 1979: Mañana puedo morir.
- 1980: Donde pueda quererte.
- 1982/1983: Todos los días la misma historia.
- 1982/1983: Silencio de amor.
- 1983/1984: Compromiso.
- 1987: La cuñada.
- 1987: Sin marido.
- 1988/1989: Ella contra mí.
- 1989: Hombres de ley.
- 1989/1990: Hola Crisis.
- 1990: Socorro, quinto año .
- 1990/1991: Una voz en el teléfono.
- 1991/1992: Cosecharás tu siembra.
- 1992: Fiesta y bronca de ser joven.
- 1994/1995: Sin Condena
- 1995: Alta Comedia.
- 1995: El día que me quieras.
- 1995/1996: Chiquititas Matilde Carrasco.
- 1997: Mía solo mía.
- 1998/1999/2000:Verano del 98 Elvira
- 2001: Provócame.
- 2002: Rebelde Way Sandra.
- 2003/2004: Abre tus ojos
- 2004: Epitafios Sra.Ronda.
- 2005: Paraíso rock.
- 2006: Chiquititas.
- 2006: Collar de Esmeraldas.
- 2006: Mujeres asesinas - Ep: Blanca, operaria.
- 2007: Son de Fierro.
- 2008: B&B.
- 2009: Atracción x 4.
- 2009: Valientes
- 2009/2010: Botineras Hilda Gómez.
- 2011: Decisiones de vida.
- 2011: Adictos Doña Rosa.
- 2012: Herederos de una venganza.
- 2013: Historias de corazón.[5]

## Teatro
- Lorenzaccio (1978).
- Panorama desde el puente.
- La Piaf (1984).[6]
- La casa de Bernarda Alba.
- Juego de masacre, en el Teatro “El globo” .
- La depresión .
- Antígona Vélez, en el Teatro San Martín .
- La tijera, en el Teatro "La Fábula".
- Stéfano, estrenada en el Teatro Blanca Podestá.
- La caja del almanaque, en el Teatro Presidente Alvear.
- La muerte de un viajante.
- Capítulo segundo.[7]
- Bodas de sangre.
- Alequino, en el Teatro Botánico.
- Sainetes, en el Teatro Nacional Cervantes .
- Azucena sin guipur.
- Los siete locos.
- Made in Lanús.

## Galardones
Susana Ortiz ganó el Premio Estrella de Mar a "Mejor actriz de elenco", y el Premio Llave de la Ciudad de la Municipalidad de Mar del Plata a "Revelación del verano" por la obra teatral Panorama desde el puente.
Luego ganó el premio a "Mejor actriz de elenco" por la obra Capítulo segundo, estrenada en Villa Carlos Paz, Córdoba, dirigida por Luis Agustoni y protagonizada por Soledad Silveyra y Miguel Ángel Solá.

## Vida privada
Se casó en tres oportunidades. La primera fue con León Moguilner, con quien tuvo su único hijo, Alejo. A los 35 quedó viuda y al año volvió a formar pareja con Víctor Bruno. Se separó a los 41 y luego tuvo una relación con José Goldin.

## Fallecimiento
Falleció a los 72 años el 30 de abril de 2020, casualmente el día de su cumpleaños, según informó la Asociación Argentina de Actores. La actriz se encontraba internada desde hacía tres meses con cuidados paliativos.